# Polyplacophora
Polyplacophora, trước đây có tên Amphineura, là một lớp động vật thân mềm, sống biển với kích thước đa dạng. Khoảng 940 loài còn sinh tồn và 430 loài hóa thạch được ghi nhận.
Các loài trong lớp này có một bộ vỏ được tạo nên từ tám mảnh vỏ. Các mảnh vỏ này hơi đè lên nhau, nhưng vẫn khớp lại chính xác. Vì điều này, các mảng vỏ vừa bảo vệ vừa đồng thời cho phép chúng uốn người khi cần di chuyển ở bề mặt không bằng phẳng; chúng thậm chí có thể cuộn tròn lại như một trái bóng.
Loài có kích thước lớn nhất là Cryptochiton stelleri, cư ngụ ở các bờ biển bắc Thái Bình Dương.

## Môi trường sống

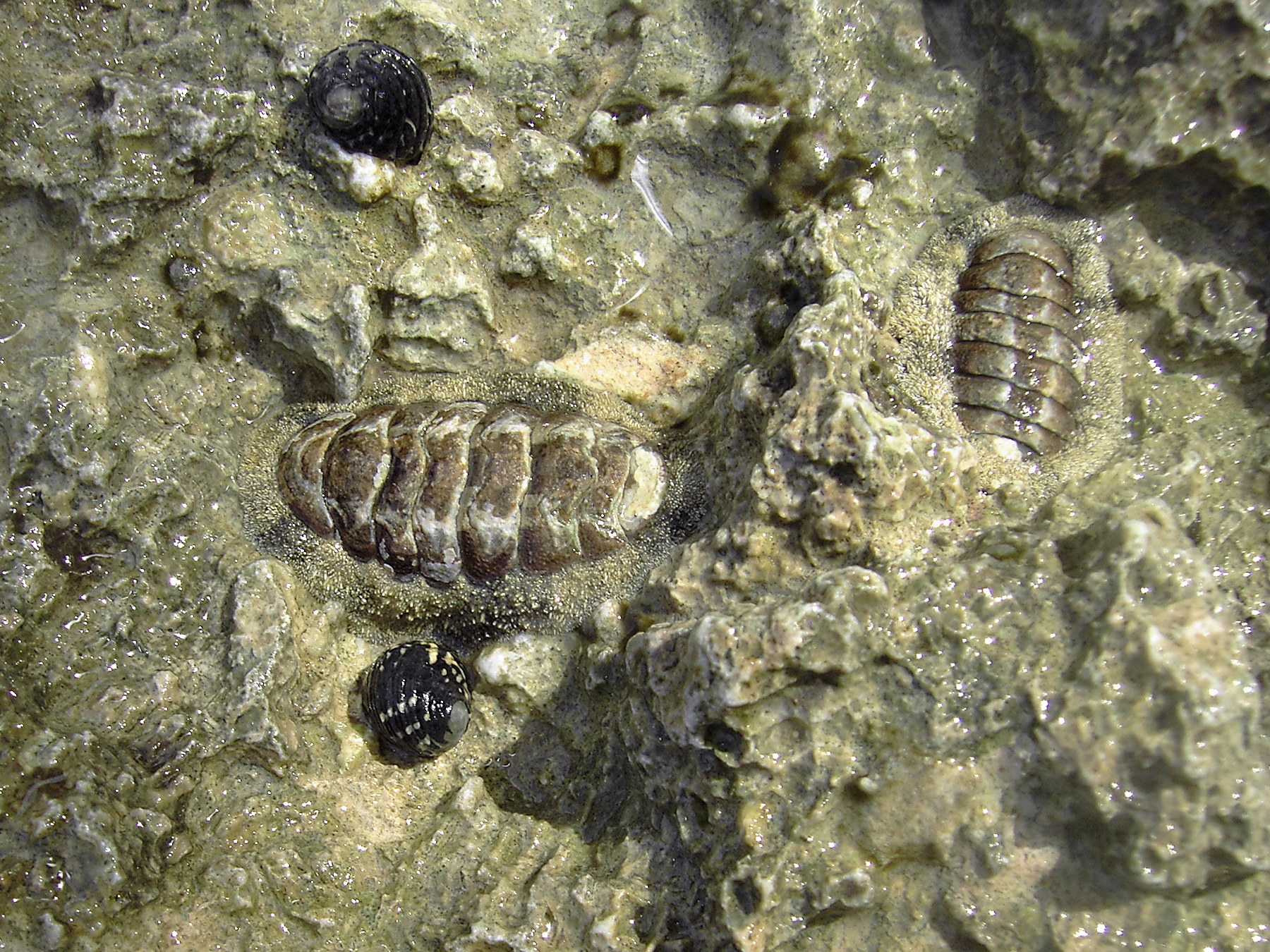
Hai cá thể Acanthopleura granulata ở Guadeloupe

Các loài Polyplacophora hiện diện trên toàn thế giới, từ vùng nước lạnh đến miền nhiệt đới. Chúng sống trên các bề mặt cứng, như trên đá, và kẻ đá.
Chúng sống hoàn toàn ở biển. Điều này khác với các thân mềm hai mảnh vỏ (với nhiều loài thích ứng với môi trường nước lợ và nước ngọt), và chân bụng (thích ứng với môi trường trên cạn).

## Phân loại
- Lớp Polyplacophora de Blainville, 1816
  - Phân lớp Paleoloricata Bergenhayn, 1955
    - Bộ Chelodida Bergenhayn, 1943
      -         - Họ Chelodidae Bergenhayn, 1943
          - Chelodes Davidson et King, 1874
          - Euchelodes Marek, 1962
          - Calceochiton Flower, 1968

    - Bộ Septemchitonida Bergenhayn, 1955
      -         - Họ Gotlandochitonidae Bergenhayn, 1955
          - Gotlandochiton Bergenhayn, 1955

        - Họ Helminthochitonidae Van Belle, 1975
          - Kindbladochiton Van Belle, 1975
          - Diadelochiton Hoare, 2000
          - Helminthochiton Salter in Griffith et M'Coy, 1846
          - Echinochiton Pojeta, Eernisse, Hoare et Henderson, 2003

        - Họ Septemchitonidae Bergenhayn, 1955
          - Septemchiton Bergenhayn, 1955
          - Paleochiton A. G. Smith, 1964
          - Thairoplax Cherns, 1998

  - Phân lớp Loricata Shumacher, 1817
    - Bộ Lepidopleurida Thiele, 1910
      - Phân bộ Cymatochitonina Sirenko et Starobogatov, 1977
        - Họ Acutichitonidae Hoare, Mapes et Atwater, 1983
          - Acutichiton Hoare, Sturgeon et Hoare, 1972
          - Elachychiton Hoare, Sturgeon et Hoare, 1972
          - Harpidochiton Hoare et Cook, 2000
          - Arcochiton Hoare, Sturgeon et Hoare, 1972
          - Kraterochiton Hoare, 2000
          - Soleachiton Hoare, Sturgeon et Hoare, 1972
          - Asketochiton Hoare et Sabattini, 2000

        - Họ Cymatochitonidae Sirenko et Starobogatov, 1977
          - Cymatochiton Dall, 1882
          - Compsochiton Hoare et Cook, 2000

        - Họ Gryphochitonidae Pilsbry, 1900
          - Gryphochiton Gray, 1847

        - Họ Lekiskochitonidae Smith et Hoare, 1987
          - Lekiskochiton Hoare et Smith, 1984

        - Họ Permochitonidae Sirenko et Starobogatov, 1977
          - Permochiton Iredale et Hull, 1926

      - Phân bộ Lepidopleurina Thiele, 1910
        - Họ Abyssochitonidae (synonym:Ferreiraellidae) Dell’ Angelo et Palazzi, 1991
          - Glaphurochiton Raymond, 1910
          - ?Pyknochiton Hoare, 2000
          - ?Hadrochiton Hoare, 2000
          - Ferreiraella Sirenko, 1988

        - Họ Glyptochitonidae Starobogatov et Sirenko, 1975
          - Glyptochiton Konninck, 1883

        - Họ Leptochitonidae Dall, 1889
          - Colapterochiton Hoare et Mapes, 1985
          - Coryssochiton DeBrock, Hoare et Mapes, 1984
          - Proleptochiton Sirenko et Starobogatov, 1977
          - Schematochiton Hoare, 2002
          - Pterochiton (Carpenter MS) Dall, 1882
          - Leptochiton Gray, 1847
          - Parachiton Thiele, 1909
          - Terenochiton Iredale, 1914
          - Trachypleura Jaeckel, 1900
          - Pseudoischnochiton Ashby, 1930
          - Lepidopleurus Risso, 1826
          - Hanleyella Sirenko, 1973

        - Họ Camptochitonidae Sirenko, 1997
          - Camptochiton DeBrock, Hoare et Mapes, 1984
          - Pedanochiton DeBrock, Hoare et Mapes, 1984
          - Euleptochiton Hoare et Mapes, 1985
          - Pileochiton DeBrock, Hoare et Mapes, 1984
          - Chauliochiton Hoare et Smith, 1984
          - Stegochiton Hoare et Smith, 1984

        - Họ Nierstraszellidae Sirenko, 1992
          - Nierstraszella Sirenko, 1992

        - Họ Mesochitonidae Dell’ Angelo et Palazzi, 1989
          - Mesochiton Van Belle, 1975
          - Pterygochiton Rochebrune, 1883

        - Họ Protochitonidae Ashby, 1925
          - Protochiton Ashby, 1925
          - Deshayesiella (Carpenter MS) Dall, 1879
          - Oldroydia Dall, 1894

        - Họ Hanleyidae Bergenhayn, 1955
          - Hanleya Gray, 1857
          - Hemiarthrum Dall, 1876

    - Bộ Chitonida Thiele, 1910
      - Phân bộ Chitonina Thiele, 1910
        - Liên họ Chitonoidea Rafinesque, 1815
          - Họ Ochmazochitonidae Hoare et Smith, 1984
            - Ochmazochiton Hoare et Smith, 1984

          - Họ Ischnochitonidae Dall, 1889
            - Ischnochiton Gray, 1847
            - Stenochiton H. Adams et Angas, 1864
            - Stenoplax (Carpenter MS) Dall, 1879
            - Lepidozona Pilsbry, 1892
            - Stenosemus Middendorff, 1847
            - Subterenochiton Iredale et Hull, 1924
            - Thermochiton Saito et Okutani, 1990
            - Connexochiton Kaas, 1979
            - Tonicina Thiele, 1906

          - Họ Callistoplacidae Pilsbry, 1893
            - Ischnoplax Dall, 1879
            - Callistochiton Carpenter MS, Dall, 1879
            - Callistoplax Dall, 1882
            - Ceratozona Dall, 1882
            - Calloplax Thiele, 1909

          - Họ Chaetopleuridae Plate, 1899
            - Chaetopleura Shuttleworth, 1853
            - Dinoplax Carpenter MS, Dall, 1882[9]

          - Họ Loricidae Iredale et Hull, 1923
            - Lorica H. et A. Adams, 1852
            - Loricella Pilsbry, 1893
            - Oochiton Ashby, 1929

          - Họ Callochitonidae Plate, 1901
            - Callochiton Gray, 1847
            - Eudoxochiton Shuttleworth, 1853
            - Vermichiton Kaas, 1979

          - Họ Chitonidae Rafinesque, 1815
            - Phân họ Chitoninae Rafinesque, 1815
              - Chiton Linnaeus, 1758
              - Amaurochiton Thiele, 1893
              - Radsia Gray, 1847
              - Sypharochiton Thiele, 1893
              - Nodiplax Beu, 1967
              - Rhyssoplax Thiele, 1893
              - Teguloaplax Iredale & Hull, 1926
              - Mucrosquama Iredale, 1893

            - Phân họ Toniciinae Pilsbry, 1893
              - Tonicia Gray, 1847
              - Onithochiton Gray, 1847

            - Phân họ Acanthopleurinae Dall, 1889
              - Acanthopleura Guilding, 1829
              - Liolophura Pilsbry, 1893
              - Enoplochiton Gray, 1847
              - Squamopleura Nierstrasz, 1905

        - Liên họ Schizochitonoidea Dall, 1889
          - Họ Schizochitonidae Dall, 1889
            - Incissiochiton Van Belle, 1985
            - Schizochiton Gray, 1847

      - Phân bộ Acanthochitonina Bergenhayn, 1930
        - Liên họ Mopalioidea Dall, 1889
          - Họ Tonicellidae Simroth, 1894
            - Phân họ Tonicellinae Simroth, 1894
              - Lepidochitona Gray, 1821
              - Particulazona Kaas, 1993
              - Boreochiton Sars, 1878
              - Tonicella Carpenter, 1873
              - Nuttallina (Carpenter MS) Dall, 1871
              - Spongioradsia Pilsbry, 1894
              - Oligochiton Berry, 1922

            - Phân họ Juvenichitoninae Sirenko, 1975
              - Juvenichiton Sirenko, 1975
              - Micichiton Sirenko, 1975
              - Nanichiton Sirenko, 1975

          - Họ Schizoplacidae Bergenhayn, 1955
            - Schizoplax Dall, 1878

          - Họ Mopaliidae Dall, 1889
            - Phân họ Heterochitoninae Van Belle, 1978
              - Heterochiton Fucini, 1912
              - Allochiton Fucini, 1912

            - Phân họ Mopaliinae Dall, 1889
              - Aerilamma Hull, 1924
              - Guildingia Pilsbry, 1893
              - Frembleya H. Adams, 1866
              - Diaphoroplax Iredale, 1914
              - Plaxiphora Gray, 1847
              - Placiphorina Kaas & Van Belle, 1994
              - Nuttallochiton Plate, 1899
              - Mopalia Gray, 1847
              - Maorichiton Iredale, 1914
              - Placiphorella (Carpenter MS) Dall, 1879
              - Katharina Gray, 1847
              - Amicula Gray, 1847

        - Liên họ Cryptoplacoidea H. & A. Adams, 1858
          - Họ Acanthochitonidae Pilsbry, 1893
            - Phân họ Acanthochitoninae Pilsbry, 1893
              - Acanthochitona Gray, 1921
              - Craspedochiton Shuttleworth, 1853
              - Spongiochiton (Carpenter MS) Dall, 1882
              - Notoplax H. Adams, 1861
              - Pseudotonicia Ashby, 1928
              - Bassethullia Pilsbry, 1928
              - Americhiton Watters, 1990
              - Choneplax (Carpenter MS) Dall, 1882
              - Cryptoconchus (de Blainville MS) Burrow, 1815

            - Phân họ Cryptochitoninae Pilsbry, 1893
              - Cryptochiton Middendorff, 1847

          - Họ Hemiarthridae Sirenko, 1997
            - Hemiarthrum Carpenter in Dall, 1876
            - Weedingia Kaas, 1988

          - Họ Choriplacidae Ashby, 1928
            - Choriplax Pilsbry, 1894

          - Họ Cryptoplacidae H. & A. Adams, 1858
            - Cryptoplax de Blainville, 1818

  - Incertae sedis
    -       -         - Họ Scanochitonidae Bergenhayn, 1955
          - Scanochiton Bergenhayn, 1955

        - Họ Olingechitonidae Starobogatov et Sirenko, 1977
          - Olingechiton Bergenhayn, 1943

        - Họ Haeggochitonidae Sirenko et Starobogatov, 1977
          - Haeggochiton Bergenhayn, 1955

        - Họ Ivoechitonidae Sirenko et Starobogatov, 1977
          - Ivoechiton Bergenhayn, 1955